# Glittertind
El Glittertind (oficialment en els mapes: Glittertinden) és la segona muntanya més alta de Noruega, situada als Alps Escandinaus. Fa 2.465 msnm incloent la glacera que hi ha al seu cim (sense la glacera fa 2452 m). Té una prominència de 995 metres. Es troba al municipi de Lom, a la serra de Jotunheimen.
Glittertind havia estat considerada la muntanya més alta de Noruega, ja que els mesuraments van mostrar que el Glittertind incloent la glacera era lleugerament superior que el Galdhøpiggen (2.469 msnm). La glacera però, s'ha reduït en els darrers anys, i la disputa s'ha resolt a favor del Galdhøpiggen. Es va arribar al cim del Glittertind per primera vegada el 1841, quan hi arribaren Harald Nicolai Storm Wergeland i Hans Sletten.
Glittertind és fàcilment accessible des de Spiterstulen per l'oest, amb una pujada de 1.300 m. i des del mateix lloc per l'est, amb una pujada de 1.000 m. La caminada des de Glitterheim és la més fàcil, però Glitterheim es troba dins del Parc Nacional de Jotunheimen i, per tant, només s'hi pot arribar a peu. La caminada fins al cim és molt popular, només superada en nombre de caminants pel Galdhøpiggen, el seu veí occidental.
La ruta a través de la glacera que corona el cim és completament sense esquerdes, però en un dia calorós d'estiu podria ser una caminada mullada per la neu de fusió que cobreix el gel. Els visitants poden fins i tot experimentar que l'aigua de desglaç bufa a través de la cim, deixant els excursionistes totalment xops. La vista és magnífica. Al sud-est de Glittertind amb prou feines hi ha pics alts i, per tant, es poden veure la majoria de les regions del nord i est del comtat d'Oppland es poden veure. Totes les fotos famoses preses al Glittertind es prenen en el flanc oriental lleugerament per sota de la part superior.
Solia haver-hi una cabina al cim, però a causa de la impossibilitat d'amarratge és suficient, que va ser presa per una tempesta i va caure a la glacera Grjotbreen, al vessant nord del cim.

## Etimologia
La muntanya duu el del riu Glitra, l'últim element és la forma finita de tind 'pic de la muntanya'. El nom del riu es deriva de 'brillantor'. Per tant, el nom significa "pic del riu Giltra".

## Galeria

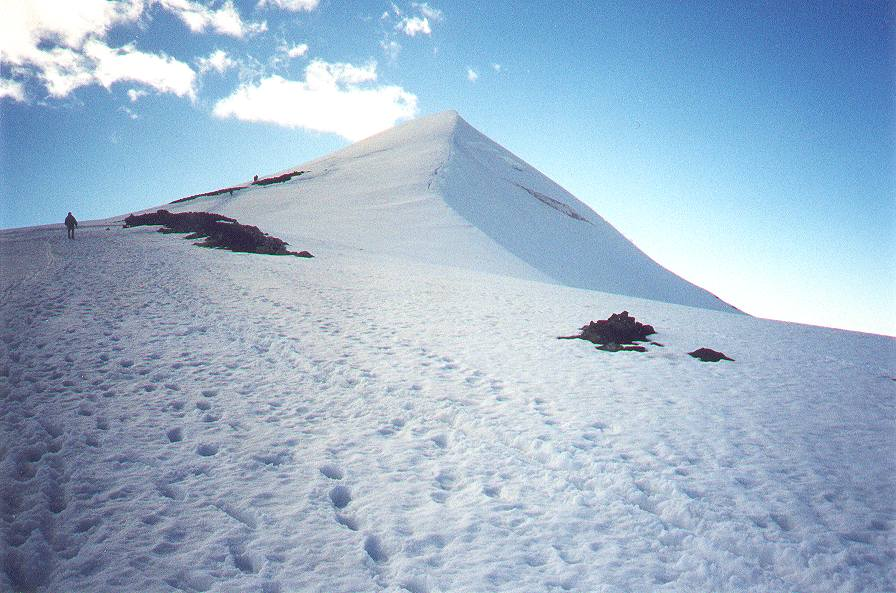
Glittertind vist des de l'est.
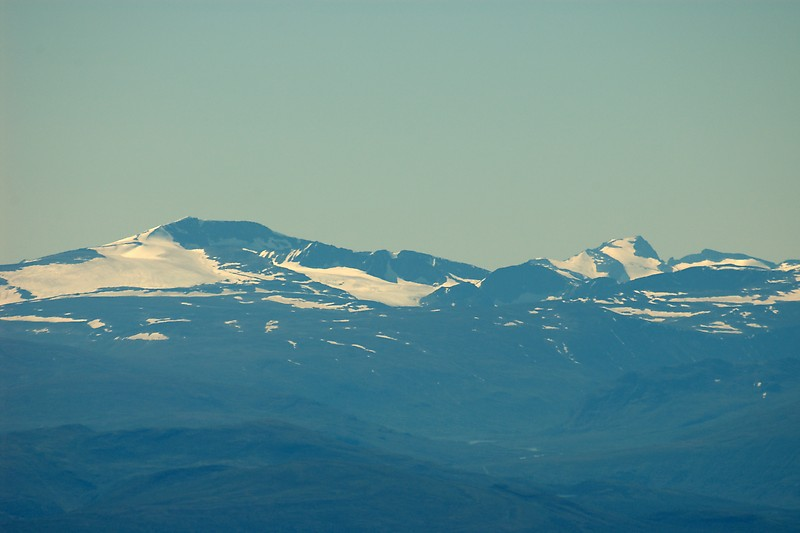
Glittertind (esquerra) vist des del Rondeslottet (2,178msnm), a Rondane.
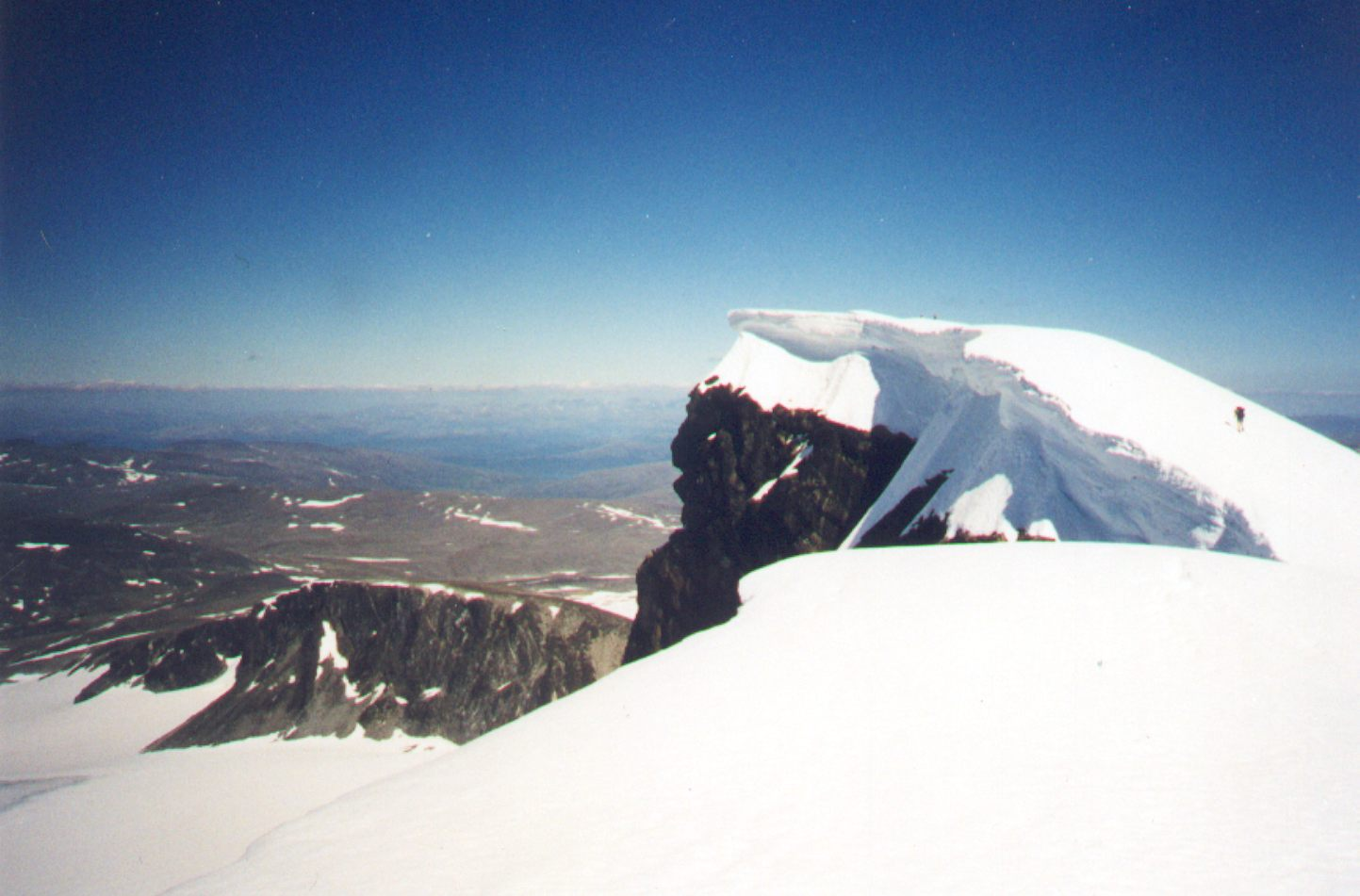
El cim vist des le l'oest.

## Llibres guia
- A. Dyer et al. Walks and Scrambles in Norway, ISBN 1-904466-25-7.
- Bernhard Pollmann Norway South, ISBN 3763348077.